# Hugo Peters

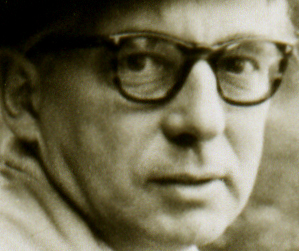
Hugo Peters (1957)

Hugo Peters (* 6. Januar 1911 in Düren (Rheinland); † 8. Januar 2005 in Stuttgart) war ein deutscher Kunstpädagoge, Künstler und Schriftsteller.

## Leben
Als Hugo Peters zehn Jahre alt war, trennten sich seine Eltern und er wuchs bei seinem Vater, einem Handelsvertreter auf. Dies bedeutete, dass er mit dem Vater schon in jungen Jahren viel auf Reisen war und diese frühen Eindrücke, das Sehen immer wieder neuer Landschaften, Städte und Menschen prägten ihn zeitlebens. Einen Teil seiner Schulzeit verbrachte er in Vaihingen an der Enz, das Abitur machte er 1931 in Nürnberg. Früh war es sein Wunsch, Maler zu werden. Von 1931 bis 1935 studierte er Malerei an der Kunstgewerbeschule Krefeld, von 1937 bis 1939 an der Kunstgewerbeschule Stuttgart bei Ernst Schneidler. Von 1940 bis 1945 war er im Zweiten Weltkrieg als Soldat in Polen, Russland und auf dem Balkan und sein Skizzenbuch war ständiger Begleiter: „Als Soldat verkleidet sah ich fremdes Land mit heimischen Leuten.“ Nach dem Krieg war er zunächst freischaffend als Maler und Zeichner tätig. 1947 erhielt er an der Staatlichen Akademie der Bildenden Künste Stuttgart einen Lehrauftrag für die künstlerische Grundlehre. 1961 wurde er für dieses Fach als Professor berufen. Mit dieser seiner systematischen Schule des Sehens und des bildnerischen Erforschens der Welt hat er eine Vielzahl von jungen Künstlern nachhaltig geprägt. Als er 1976 emeritiert wurde, konnte er sich noch viele Jahre ganz seinem eigenen künstlerischen Schaffen widmen. In zwei Veröffentlichungen hat er seine reiche Erfahrung als Lehrer niedergelegt: zum einen die hintersinnige Einführung ins Zeichnen: Äugel und der eingebildete Raum aus dem Jahre 1964; und dann als umfassende Gesamtschau die Bildnerische Grundlehre von 1994. 1981 ernannte ihn die Staatliche Akademie der Bildenden Künste Stuttgart zum Ehrenmitglied, 2004 zum Ehrensenator.

## Lehre
Das Fach „Allgemeine künstlerische Ausbildung“ umfasste an der Akademie in Stuttgart die ersten beiden Semester. Hier ging es Peters darum, dass die Studenten zunächst einmal das Material, den Werkstoff (Papier, Ton usw.) in seinen Eigenschaften, seiner Formbarkeit kennenlernen, dann die bildnerischen Werkzeuge (Rohrfeder, Pinsel, Kohlestift, Pittkreide) experimentell erproben, und schließlich die unterschiedlichen Möglichkeiten der gestalterischen Mittel (Tusche, Farbpigmente) untersuchen. Dem folgte die elementare bildnerische Eroberung der zweidimensionalen Fläche und der Räumlichkeit. Begleitet wurden diese Übungen von einem intensiven theoretischen Hinterfragen, von Lesungen klassischer und moderner Texte, von Platon bis Adolf Portmann. Besonders wichtig war ihm die Lektüre von Eugen Herrigels Zen in der Kunst des Bogenschießens: Der Bogenschütze muss den „Großen Weg“ finden, dass nicht ER schießt, sondern dass ES schießt. Das bezog Peters auf das künstlerische Schaffen: nicht ICH male, sondern man muss es dahin bringen, dass ES malt. Der ehemalige Rektor der Stuttgarter Akademie, Wolfgang Kermer, nannte Hugo Peters „den letzten unentwegten Verfechter einer allgemeinen künstlerischen Ausbildung“.

## Werk
Hugo Peters arbeitete meist klein- und mittelformatig auf Papier. Seine bevorzugten Malmittel waren Tempera und Gouache, oft unter Einbeziehung spezieller Techniken. Das Sujet, das ihn immer wieder faszinierte, war die Landschaft: „Ich bin kein Landschaftsmaler – ich male Bilder aus Landschaften“. Teile seines künstlerischen Nachlasses wurden von der Sammlung Würth übernommen.